# Go-Kameyama
Cesarz Go-Kameyama (jap.  後亀山天皇 Go-Kameyama tennō), książę Norinari (1347–1424) 99. cesarz Japonii. Drugi syn cesarza Go-Murakami i Fujiwara Katsuko.

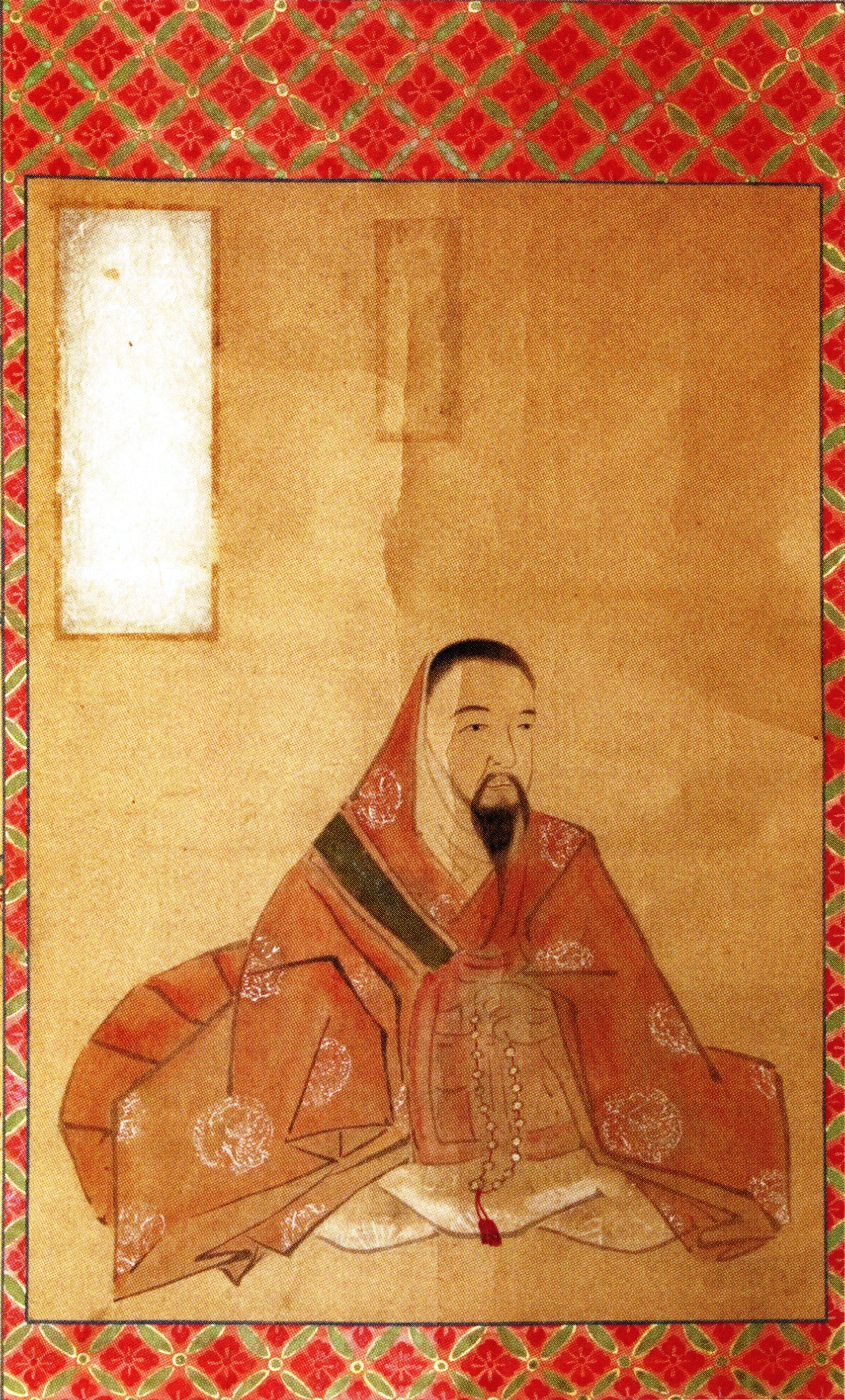

Objął tron po abdykacji cesarza Chōkei w 1383. 21 października 1392 roku abdykował na rzecz Go-Komatsu, cesarza dynastii północnej.